# Muta, Slovenien
Muta är en småstad och kommun i regionen Koroška i norra Slovenien. Invånarantal 3,640 (2002).